# Harveya (chi cỏ chổi)
Harveya là một chi thực vật trong họ Orobanchaceae gồm khoảng 40 loài.